# Айрапетян, Арам Юрьевич
Арам Юрьевич Айрапетян (род. 22 ноября 1986, Адлер) — армянский футболист, вратарь.

## Биография
Воспитанник адлерской футбольной школы. На взрослом уровне начал выступать в 2005 году в составе дубля костромского «Спартака» в любительском первенстве. Сезон 2008 года отыграл в составе «Сочи-04» во втором дивизионе, затем играл на любительском уровне за «Адлер». В первой половине 2010-х годов провёл по два сезона за кемеровский «Кузбасс» и «Смену» из Комсомольска-на-Амуре.
В 2014 году перебрался в Армению и стал выступать за «Бананц». Дебютный матч в чемпионате Армении сыграл 17 августа 2014 года против «Арарата». Проведя в команде половину сезона, перешёл в «Арарат», в котором играл два календарных года, был капитаном команды. В начале 2017 года вернулся в «Бананц». В ходе сезона 2016/17 отразил три пенальти.
В 2017 году впервые был вызван в сборную Армении. Дебютировал в ней 24 марта 2018 года в матче против Эстонии.
Затем был главным тренером медиафутбольной команды Reality. 29 января 2023 года покинул пост.

## Статистика выступлений

### В сборной
| №  | Дата            | Оппонент             | Счёт | Голы | Сухие     | Карточки | Минуты | Соревнование             |
| -- | --------------- | -------------------- | ---- | ---- | --------- | -------- | ------ | ------------------------ |
| 1  | 24 марта 2018   | Эстония              | 0:0  | —    | зелёная ✓ | —        | 90'    | Товарищеский матч        |
| 2  | 29 мая 2018     | Мальта               | 1:1  | -1   | —         | —        | 90'    | Товарищеский матч        |
| 3  | 4 июня 2018     | Молдова              | 0:0  | —    | зелёная ✓ | —        | 90'    | Товарищеский матч        |
| 4  | 6 сентября 2018 | Лихтенштейн          | 2:1  | -1   | —         | —        | 90'    | Лига наций 2018/2019 (D) |
| 5  | 9 сентября 2018 | Македония            | 0:2  | -2   | —         | —        | 90'    | Лига наций 2018/2019 (D) |
| 6  | 13 октября 2018 | Гибралтар            | 0:1  | -1   | —         | —        | 90'    | Лига наций 2018/2019 (D) |
| 7  | 16 октября 2018 | Македония            | 4:0  | —    | зелёная ✓ | —        | 90'    | Лига наций 2018/2019 (D) |
| 8  | 16 ноября 2018  | Гибралтар            | 6:2  | -2   | —         | —        | 90'    | Лига наций 2018/2019 (D) |
| 9  | 23 марта 2019   | Босния и Герцеговина | 1:2  | -2   | —         | —        | 90'    | Отбор ЧЕ-2020 (группа J) |
| 10 | 26 марта 2019   | Финляндия            | 0:2  | -2   | —         | —        | 90'    | Отбор ЧЕ-2020 (группа J) |
| 11 | 8 июня 2019     | Лихтенштейн          | 3:0  | —    | зелёная ✓ | —        | 90'    | Отбор ЧЕ-2020 (группа J) |
| 12 | 11 июня 2019    | Греция               | 3:2  | -2   | —         | —        | 90'    | Отбор ЧЕ-2020 (группа J) |
| 13 | 5 сентября 2019 | Италия               | 1:3  | -3   | —         | —        | 90'    | Отбор ЧЕ-2020 (группа J) |
| 14 | 8 сентября 2019 | Босния и Герцеговина | 4:2  | -2   | —         | —        | 90'    | Отбор ЧЕ-2020 (группа J) |
| 15 | 12 октября 2019 | Лихтенштейн          | 1:1  | -1   | —         | —        | 90'    | Отбор ЧЕ-2020 (группа J) |
| 16 | 15 октября 2019 | Финляндия            | 0:3  | -3   | —         | —        | 90'    | Отбор ЧЕ-2020 (группа J) |

Итого: сыграно матчей: 16 / сухих:4 / пропущено голов: 22; победы: 6, ничьи: 4, поражения: 6.